# Stazione di Ortuabis
La stazione di Ortuabis è una stazione ferroviaria posta nel territorio comunale di Meana Sardo, lungo la linea Isili-Sorgono, dal 1997 utilizzata esclusivamente come ferrovia turistica.

## Storia
Le origini dello scalo risalgono agli ultimi decenni dell'Ottocento, periodo in cui venne costruita la Isili-Sorgono: successivamente alla definizione del tracciato definitivo della linea fu deciso di realizzare uno scalo per l'inoltro tramite ferrovia dei materiali estratti dalla miniera di rame di Funtana Raminosa, distante circa cinque chilometri dall'area scelta, ubicata nei pressi del valico di Ortuabis.
La Società italiana per le Strade Ferrate Secondarie della Sardegna, concessionaria delle prime linee ferroviarie pubbliche a scartamento ridotto dell'isola, fece quindi realizzare l'impianto che il 1º aprile 1893 fu inaugurato in contemporanea all'apertura all'esercizio del tronco tra Isili e Meana Sardo.
Data la sua posizione isolata l'attività dello scalo andò di pari passo all'andamento della miniera, sia per quanto concerne il servizio viaggiatori che merci, in particolare all'epoca il minerale veniva trasportato alla stazione su strada per poi venire caricato sui treni diretti a Cagliari per l'imbarco. Dalla gestione delle SFSS la struttura passò nel 1921 a quella della Ferrovie Complementari della Sardegna.
Negli anni ottanta si registrò la cessazione dell'attività nella miniera con le conseguenti ripercussioni sull'attività nell'impianto; sempre in quel decennio, nel 1989, la concessione ferroviaria passò alla Ferrovie della Sardegna. Durante il periodo di gestione delle FdS la Isili-Sorgono fu chiusa al traffico ordinario a partire dal 16 giugno 1997, venendo destinata all'esclusivo impiego turistico legato al progetto Trenino Verde. Stesso destino capitò alla stazione di Ortuabis, che da allora è in disuso e priva di traffico per buona parte dell'anno, fatto salvo il periodo estivo. La gestione della struttura è affidata dal 2010 all'ARST. Dall'agosto 2017 la stazione è temporaneamente chiusa al traffico per via dello stato in cui versano alcuni ponti nel tratto a nord di Laconi.

## Strutture e impianti
L'impianto si trova a sud-est di Meana Sardo nell'area del varco di Ortuabis e presenta una configurazione di stazione passante. Nello scalo sono presenti complessivamente quattro binari a scartamento da 950 mm: oltre a quello di corsa ne è presente un secondo di incrocio, da cui ha origine anche un tronchino avente termine nella parte ovest della stazione. Un secondo binario tronco termina invece ad est degli edifici dello scalo, laddove è presente un piano di carico non più utilizzato ed in passato parzialmente coperto. Nell'area in passato era ubicato anche un magazzino, poi smantellato.
L'impianto è dotato di un fabbricato viaggiatori a due piani (di norma chiuso al pubblico), avente pianta rettangolare e quattro accessi sul lato binari, uno dei quali ubicato in un'estensione del fabbricato principale posta sul lato ovest dell'edificio. Sempre nella parte ovest dello scalo erano presenti le ritirate dell'impianto, ospitate in una costruzione non più accessibile. In uscita dalla stazione in direzione Meana Sardo è posta inoltre una ex casa cantoniera.

## Movimento
Dall'estate 1997 la stazione è utilizzata esclusivamente per il traffico turistico, tuttavia dalla fine dell'estate 2017 nessuna relazione serve la struttura in quanto ricompresa in un tratto della Isili-Sorgono provvisoriamente chiuso all'esercizio per problemi infrastrutturali.
Per decenni la stazione fu particolarmente attiva nel trasporto merci, legato in particolare all'inoltro del rame estratto dalla miniera di Funtana Raminosa.